# Kurs magnetyczny
Kurs magnetyczny – kąt zawarty między północną częścią linii magnetycznej N-S a dziobową częścią diametralnej statku. Z algebraicznego punktu widzenia kurs magnetyczny jest sumą kursu kompasowego i dewiacji. Zatem różnica między kursem kompasowym a magnetycznym związana jest z rodzajem materiałów, z których wykonany jest statek oraz z danym kursem, którym statek płynie.